# L'Homme que j'ai ressuscité
Pour plus de détails, voir Fiche technique et Distribution.
L'Homme que j'ai ressuscité (The Man with Nine Lives) est un film américain réalisé par Nick Grinde, sorti en 1940.

## Fiche technique
Sauf indication contraire, les informations mentionnées dans cette section peuvent être confirmées par la base de données cinématographiques IMDb,  présente dans la section « Liens externes ».
- Titre français : L'Homme que j'ai ressuscité ou  Le Secret de la momie de glace[1]
- Titre original : The Man with Nine Lives
- Réalisation : Nick Grinde
- Scénario : Karl Brown et Harold Shumate
- Direction artistique : Lionel Banks
- Photographie : Benjamin H. Kline
- Montage : Al Clark
- Société de production : Columbia Pictures
- Pays d'origine : États-Unis
- Format : Noir et blanc - 1,37:1 - Mono
- Date de sortie : 
  - États-Unis : 18 avril 1940
  - France : 10 octobre 1941 (Zone libre)[1]

## Distribution
- Boris Karloff : Dr Leon Kravaal
- Roger Pryor : Dr Tim Mason
- Jo Ann Sayers : Judith Blair
- Stanley Brown : Bob Adams
- John Dilson : John Hawthorne
- Hal Taliaferro : Shériff Stanton
- Byron Foulger : Dr Bassett
- Charles Trowbridge : Dr Harvey
- Ernie Adams : Pete Daggett
- Bruce Bennett : un militaire (non crédité)
- Minta Durfee : une patiente (non créditée)
- Charles Halton : un docteur (non crédité)